# Jerpa

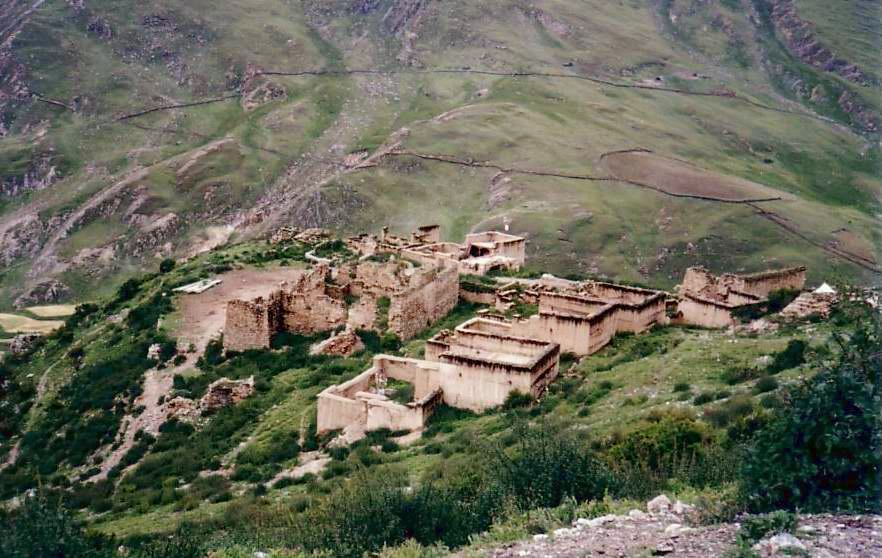
Ruiny klášterních budov v údolí Jerpa (foto z roku 1993)

Jerpa (གཡེར་པ་དགོན།) je buddhistický klášter v Tibetu, v okrese Tagce. Leží asi 25 kilometrů severovýchodně od hlavního města Lhasy, na severním břehu Kjičhu. Skládá se z kláštera a starobylých meditačních jeskyní.

## Historie
Některá meditační místa z údolí Jerpa pocházejí ještě z dob předbuddhistických dob. Modlila se zde řada význačných buddhistických filozofovů, např. na přelomu 8. a 9. století Padmasambhava a na počátku 11. století Atíša. Postupně se klášter Jerpa stal jedním z nejvýznamnějších meditačních míst v celém Tibetu.
Poté, co Congkhapa (1357–1419) reformoval buddhismus, přešel klášter pod školu Gelugpa. V roce 1618, rok po smrti Jöntäna Gjamccha, čtvrtého dalajlámy, se mniši z gelužských klášterů Sera a Däpung vzbouřili proti tsangským silám ve Lhase. Ti, kteří střet přežili, se uchýlili do kláštera Taklung, pod nějž v té době Jerpa spadal.
Minimálně od začátku 19. století do konce 50. let 20. století zde přebývalo asi 300 mnichů. Celý komplex byl kompletně zničen v roce 1959 během kulturní revoluce. Pomocí dobrovolné práce a darů byl později klášter a některé z jeskynních chrámů částečně opraveny. Po nepokojích z října 1987 dorazila do kláštera policie a na dveře chrámů rozmístila texty varující před zapojováním se do „kontrarevolučních aktivit“.